# Places (Fluss)
Places (Pluraletantum) ist ein kleiner Fluss in Frankreich, der im Département Mayenne in der Region Pays de la Loire verläuft. Er entspringt an der Gemeindegrenze von Voutré und Évron, entwässert generell Richtung Westnordwest und mündet nach rund 15 Kilometern im Gemeindegebiet von Brée als linker Nebenfluss in die Jouanne. In seinem Oberlauf quert der Places die Bahnstrecke Paris–Brest.
Der Places ändert in seinem Lauf mehrmals seinen Namen: So heißt er im Oberlauf Ruisseau de Buard, im Mittellauf wird er Ruisseau des Bussons sowie Le Gué Morin genannt und erst im Unterlauf nimmt er seinen definitiven Namen an.

## Orte am Fluss
(Reihenfolge in Fließrichtung)
- La Grande Touche, Gemeinde Voutré
- La Berrière, Gemeinde Sainte-Suzanne-et-Chammes
- Mazagran, Gemeinde Évron
- Châtres-la-Forêt, Gemeinde Évron
- Saint-Christophe-du-Luat, Gemeinde Évron
- La Motte, Gemeinde Évron
- Château de la Grande Courbe, Gemeinde Brée

## Sehenswürdigkeiten
- Château de Montecler, Schloss aus dem 17. Jahrhundert am Flussufer bei Châtres-la-Forêt – Monument historique[4]
- Château de la Grande Courbe, Burg mit Ursprüngen aus dem 13. Jahrhundert an der Flussmündung – Monument historique[5]